# كيه جي 2
Kampfgeschwader 2 "Holzhammer" (KG 2) (Battle Wing 2) كانت وحدة قاذفة لوفتفافه خلال الحرب العالمية الثانية. تم تشكيل الوحدة في مايو 1939. قامت الوحدة بتشغيل القاذفات الخفيفة دورنير دو 17 والقاذفات الثقيلة دورنير دو 217 ويونكرز يو 18. خلال الحرب العالمية الثانية فقدت KG 2 767 طائرة وتضررت 158.  وفقًا لـ HL de Zeng at al، فقد عانت من مقتل 1908 فردًا في المعارك أو فقدوا في المعارك و214 كأسرى حرب. 

## الحرب العالمية الثانية

### غزو بولندا
في 25 أغسطس تم نقل الوحدة إلى Jesau وشاركت في غزو بولندا. تم سحب Stab / KG 2 في 20 سبتمبر ووضع تحت قيادة Luftflotte 3 للقيام بمهام استطلاع فوق فرنسا. هاجمت KG 2 المطارات في ويلنا وليدا وبلوك في 1 سبتمبر ومرة أخرى في 2 سبتمبر. من 2 إلى 3 سبتمبر دعمت الجيش الألماني الثالث والجيش الرابع شمال وارسو. من 4 إلى 11 سبتمبر تم قصف أهداف السكك الحديدية مرة أخرى. أصبح تركيز القوات الأهداف الرئيسية بعد ذلك حتى نهاية القتال في بولندا. 

## قائمة المراجع
- Balke, Ulf. Der Luftkrieg in Europa: Die operativen Einsätz des Kampfgeschwaders 2 im Zweiten Weltkrieg. Koblenz: Bernard & Graefe. 1990. (ردمك 3-7637-5882-8)
- Bergstrom, Christer (2007). Barbarossa – The Air Battle: July–December 1941. London: Chevron/Ian Allan. (ردمك 978-1-85780-270-2)رقم الكتاب المعياري الدولي 978-1-85780-270-2.
- Bungay, Stephen. The Most Dangerous Enemy: A History of the Battle of Britain. London: Aurum Press, 2000. (ردمك 1-85410-721-6)رقم الكتاب المعياري الدولي 1-85410-721-6 (hardcover), 2002, (ردمك 1-85410-801-8) (paperback).
- de Zeng, H.L; Stankey, D.G; Creek, E.J. Bomber Units of the Luftwaffe 1933–1945; A Reference Source, Volume 1. Ian Allan Publishing, 2007. (ردمك 978-1-85780-279-5)رقم الكتاب المعياري الدولي 978-1-85780-279-5